# Lafiónas
Lafiónas är en ort i Grekland.   Den ligger i prefekturen Nomós Lésvou och regionen Nordegeiska öarna, i den östra delen av landet, 260 km nordost om huvudstaden Aten. Lafiónas ligger 245 meter över havet och antalet invånare är 154. Den ligger på ön Lesbos.
Terrängen runt Lafiónas är huvudsakligen kuperad, men åt nordväst är den platt. Havet är nära Lafiónas åt nordväst. Runt Lafiónas är det glesbefolkat, med 19 invånare per kvadratkilometer. Närmaste större samhälle är Pétra, 3,4 km norr om Lafiónas. 